# Аркалык (аэропорт)
Аэропорт Аркалык — бывший аэропорт города Аркалык в Костанайской области Казахстана.
Аэродром Аркалык 2 класса, был способен принимать самолёты Ил-76, Ту-154 и все более лёгкие, а также вертолёты всех типов.

## История
В советский период отсюда выполнялись авиарейсы во многие города Казахстана и в Москву. Также существовали рейсы по местным воздушным линиям (в частности, Аркалык — Амангельды — Тургай). 
С 1998 года аэропорт  заброшен и используется лишь эпизодически вертолётами российской военной авиации как посадочная площадка во время поисково-спасательного обеспечения посадок пилотируемых космических аппаратов серии «Союз».
14 марта 2025 года президент страны Касым-ЖомартТокаев сообщил, что в городе следует восстановить аэропорт и построить новый аэровокзальный комплекс; наряду со строительство автодороги Астана — Транскаспийский транспортный маршрут, это укрепит транспортную связанность страны и будет способствовать освоению сельхозземель и развитию животноводства в Центральном Казахстане.